# پون‌ما، مینه‌سوتا
پون‌ما (به انگلیسی: Ponemah) یک منطقهٔ مسکونی در ایالات متحده آمریکا است که در شهرستان بلترامی، مینه‌سوتا واقع شده‌است. پون‌ما ۲۸٫۴ کیلومتر مربع مساحت و ۷۲۴ نفر جمعیت دارد و ۳۶۵ متر بالاتر از سطح دریا واقع شده‌است.